# Lego Aqua Raiders
Lego Aqua Raiders var en produktlinje produceret af den danske legetøjskoncern LEGO, der foregår under havets overflade i Bermudatrekanten, hvor en gruppe dykkere undersøger havebunden for skatte og skibsvrag med højteknologiske undervandsbåde. Aqua Raiders' modstandere var forskellige dyr og havuhyrer som søslanger, kæmpe krabber, hummere, havtasker, tigerhajer og kæmpeblæksprutter. Serien blev produceret fra 2006 til 2008.
Aqua Raiders kan ses som en fortsættelse af Lego Aquazone (1995-1998) undertema Aquaraiders fra 1997.

## Sæt
- 7770-Deep Sea Treasure Hunter
- 7771-Angler Ambush
- 7772-Lobster Strike
- 7773-Tiger Shark Attack
- 7774-Crab Crusher
- 7775-Aquabase Invasion
- 7776-The Shipwreck